# Trilobachne
Trilobachne là một chi thực vật có hoa trong họ Hòa thảo (Poaceae).

## Loài
Chi Trilobachne gồm các loài: